# Cartaletis sapor
Cartaletis sapor är en fjärilsart som beskrevs av Druce 1910. Cartaletis sapor ingår i släktet Cartaletis och familjen mätare. Inga underarter finns listade i Catalogue of Life.